# Václav Dragoun
Václav Dragoun (27. září 1865, Vondrov – 24. března 1950, Praha) byl český poštovní úředník a první ředitel Poštovního muzea.

## Život
Narodil se ve Vondrově č.60 dne 27. září 1865 do rodiny Bartoloměje Dragouna a jeho manželky Kateřiny Dragounové. Měl bratra Jana a sestru Annu.
Vystudoval gymnázium v Klatovech a věnoval se studiu archivnictví. Do poštovních služeb nastoupil roku 1889, poštovním asistentem v Českých Budějovicích se stal roku 1894.
Jeho odborné kvality byly uznávány již za Rakousko-Uherska. V roce 1910 byl (tehdy poštovní oficiál) členem komise, která měla sepsat publikaci k třístému výročí dějin poštovnictví na Moravě. Václava Dragouna přitom tisk označil za „známého badatele v oboru poštovnictví“.

### Rodinný život
Dne 8. října 1892 se Václav Dragoun v Praze na Královských Vinohradech v kostele svaté Ludmily oženil s Marií Lamblovou. Dne 27. října 1892 se novomanželům Dragounovým narodila v Praze na Královských Vinohradech prvorozená dcera Anna. O necelé tři roky později se manželům Dragounovým narodila dcera Marie. Manželé Dragounovi měli ještě jednu (třetí) dceru Věnceslavu.

Václav Dragoun – dobové fotografie, portréty
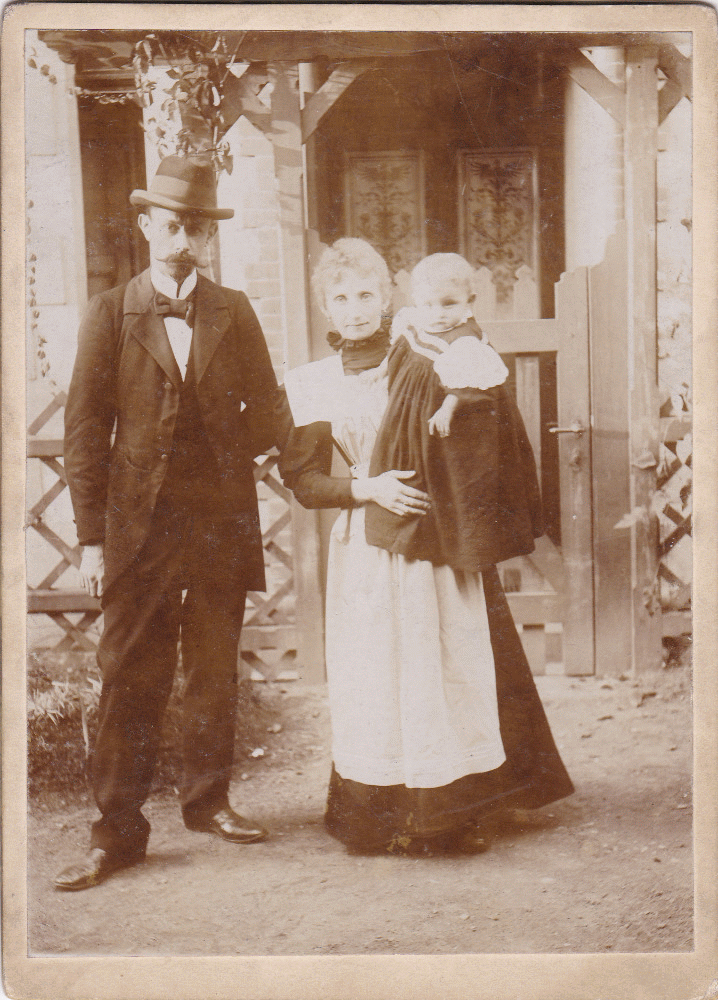
S manželkou a dcerkou
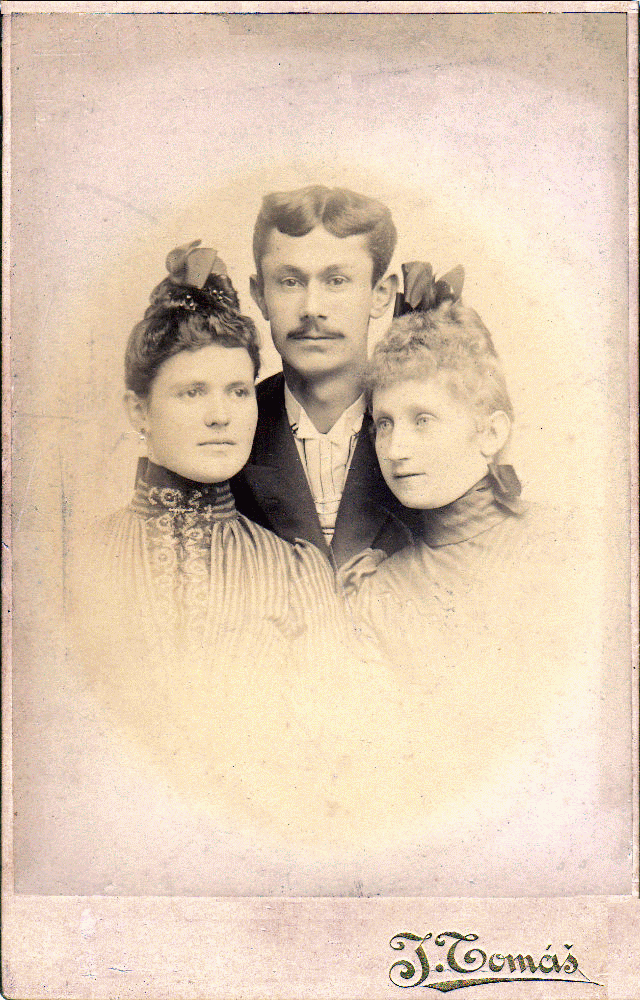
Kabinetka (ateliér J. Tomáš Praha)
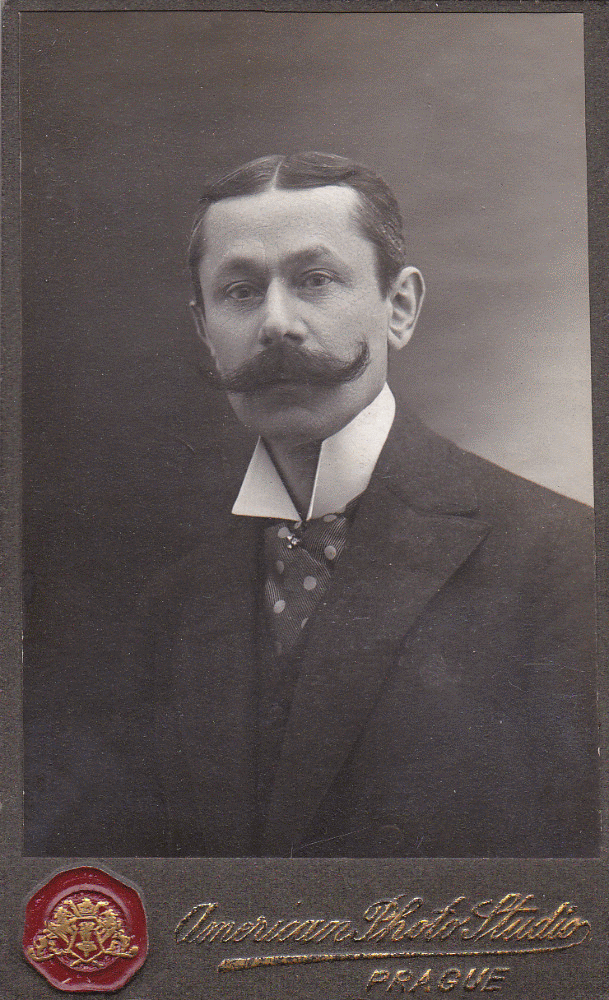
Portrét (American Photo Studio Prague)
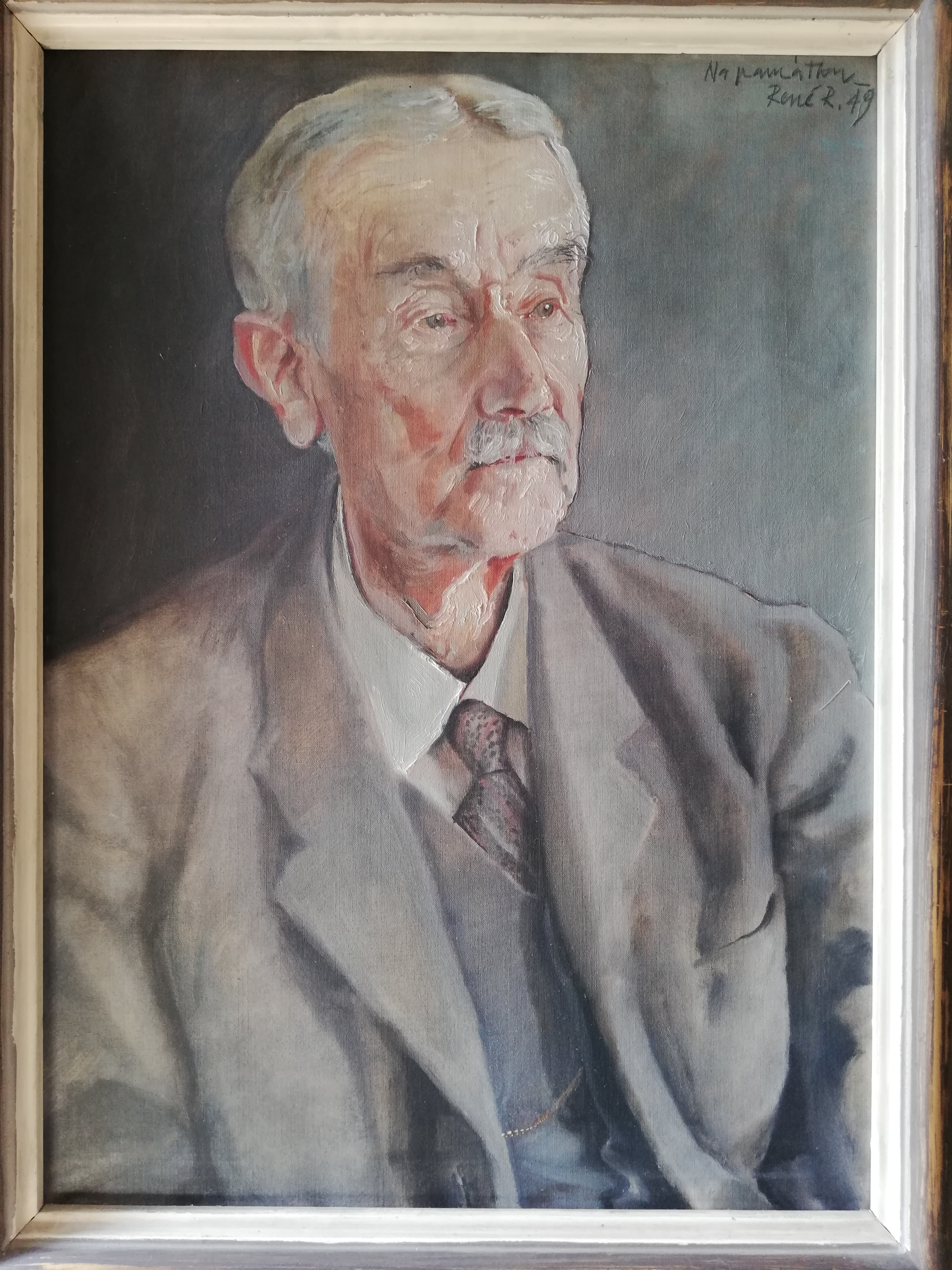
Portrét (z roku 1949) od René Roubíčka

Václav Dragoun – dokumenty (od kolébky po hrob)
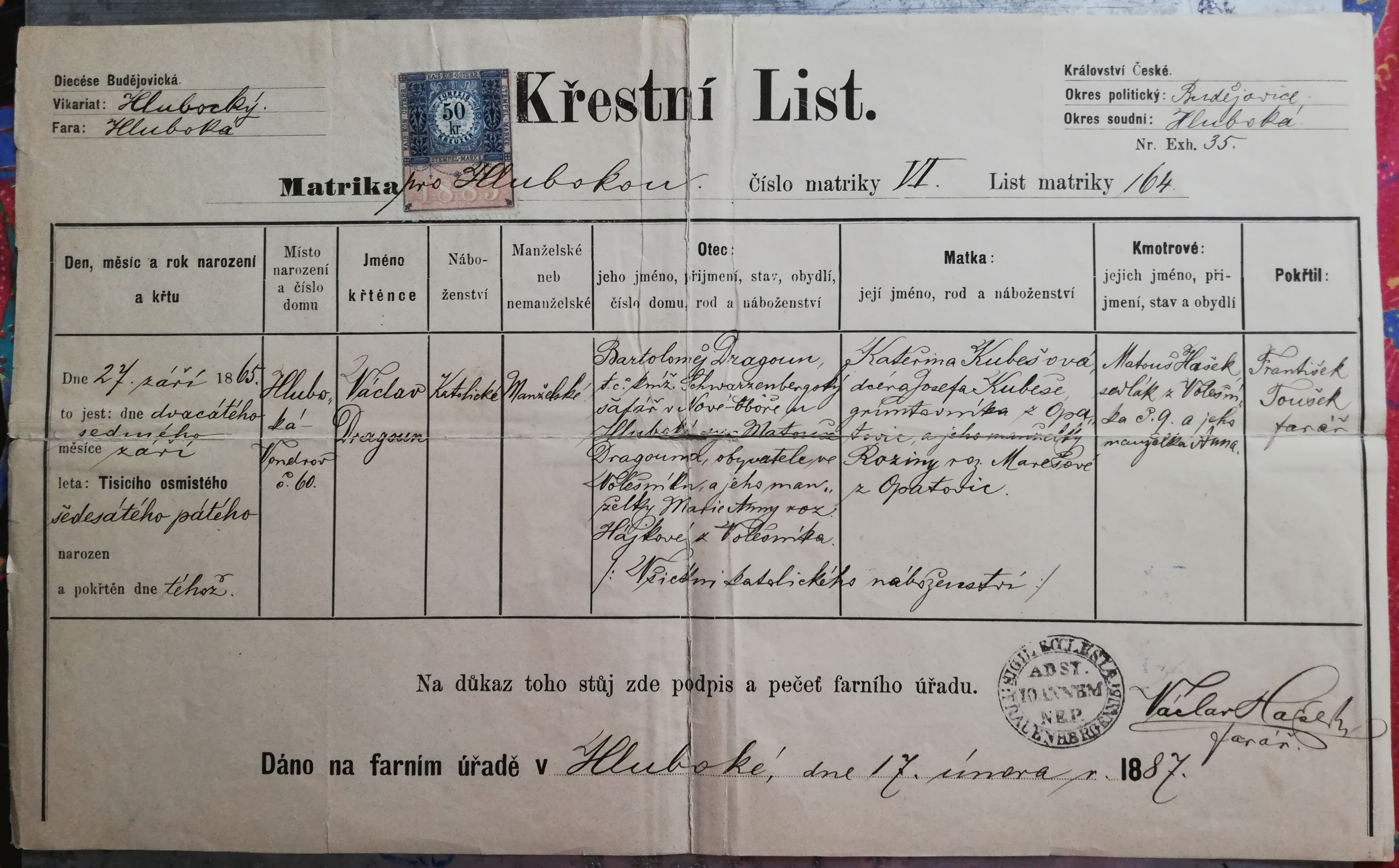
Křestní list (Hluboká nad Vltavou, 1887)
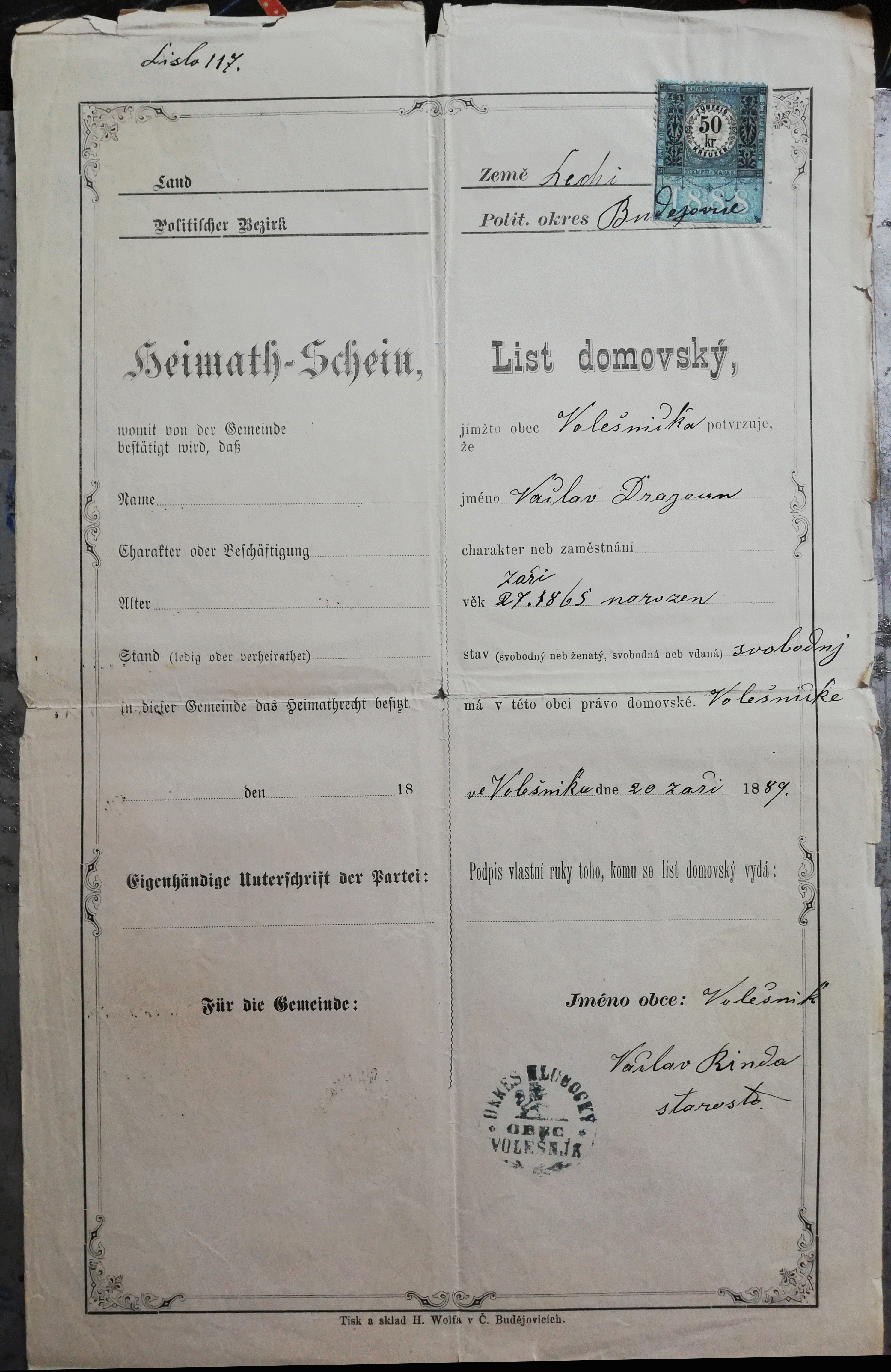
Domovský list (Volešník, 1889)
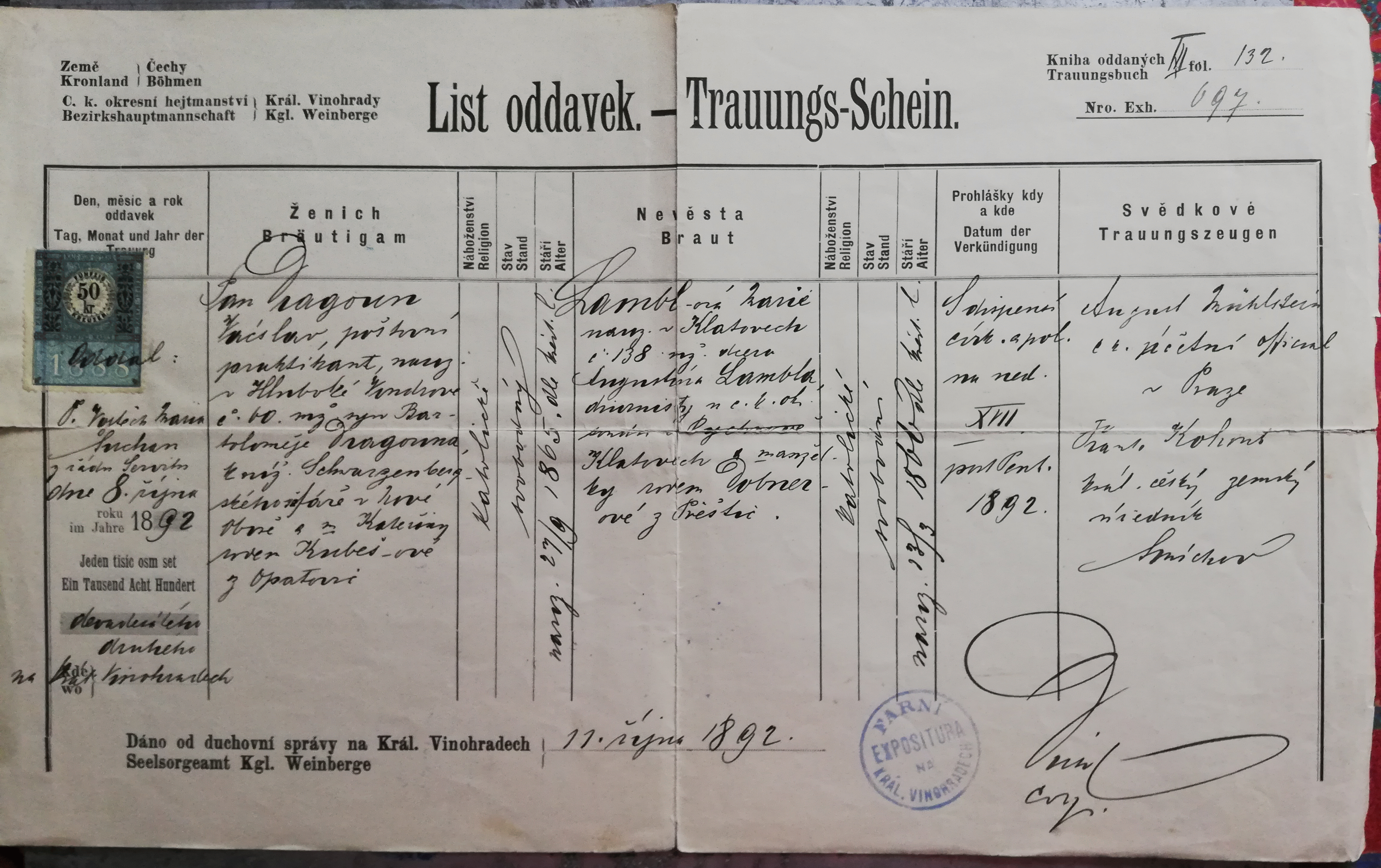
Oddací list (Praha, 1892)
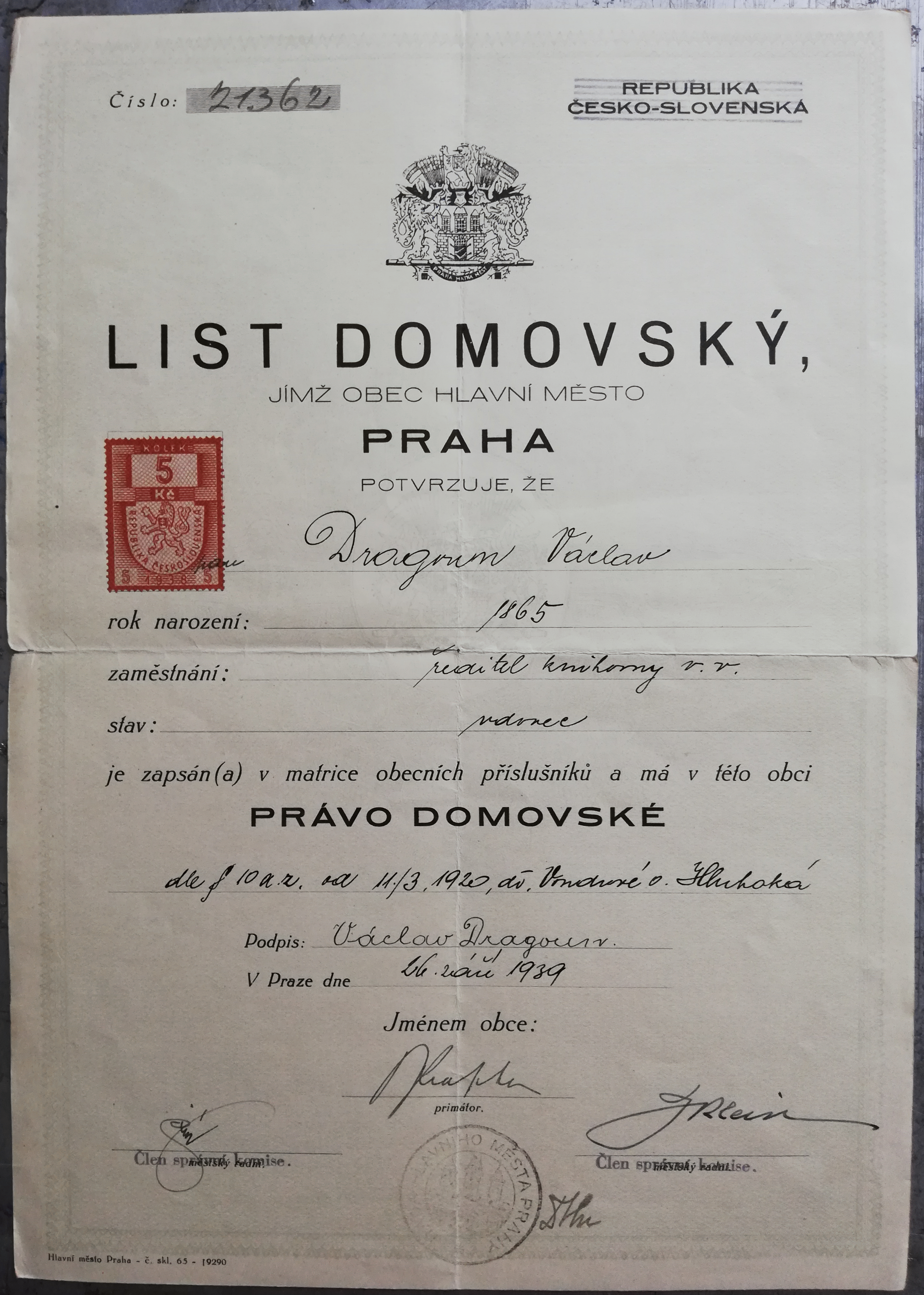
Domovský list (Praha, 1939)
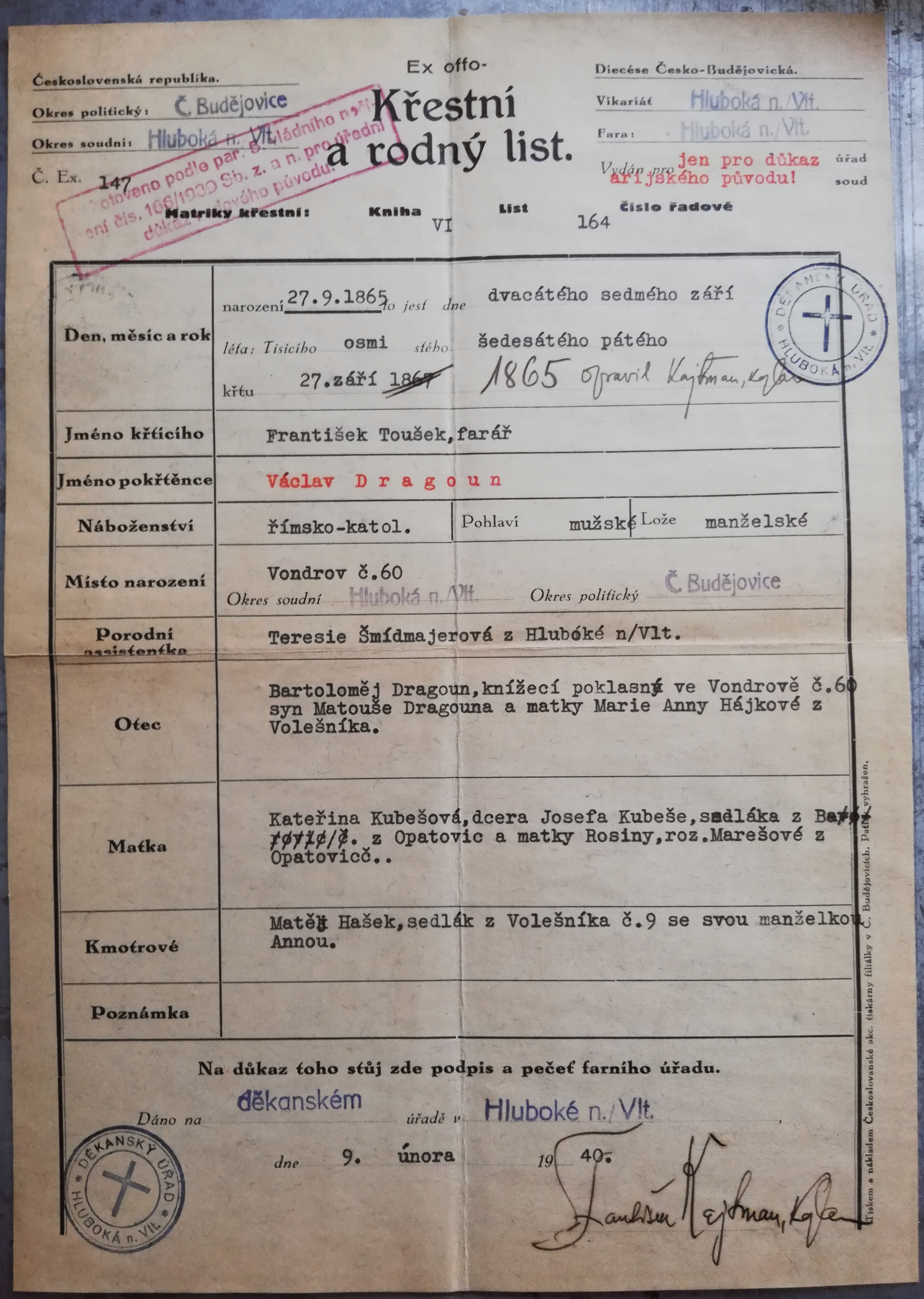
Křestní a rodný list (Hluboká nad Vltavou, 1940)
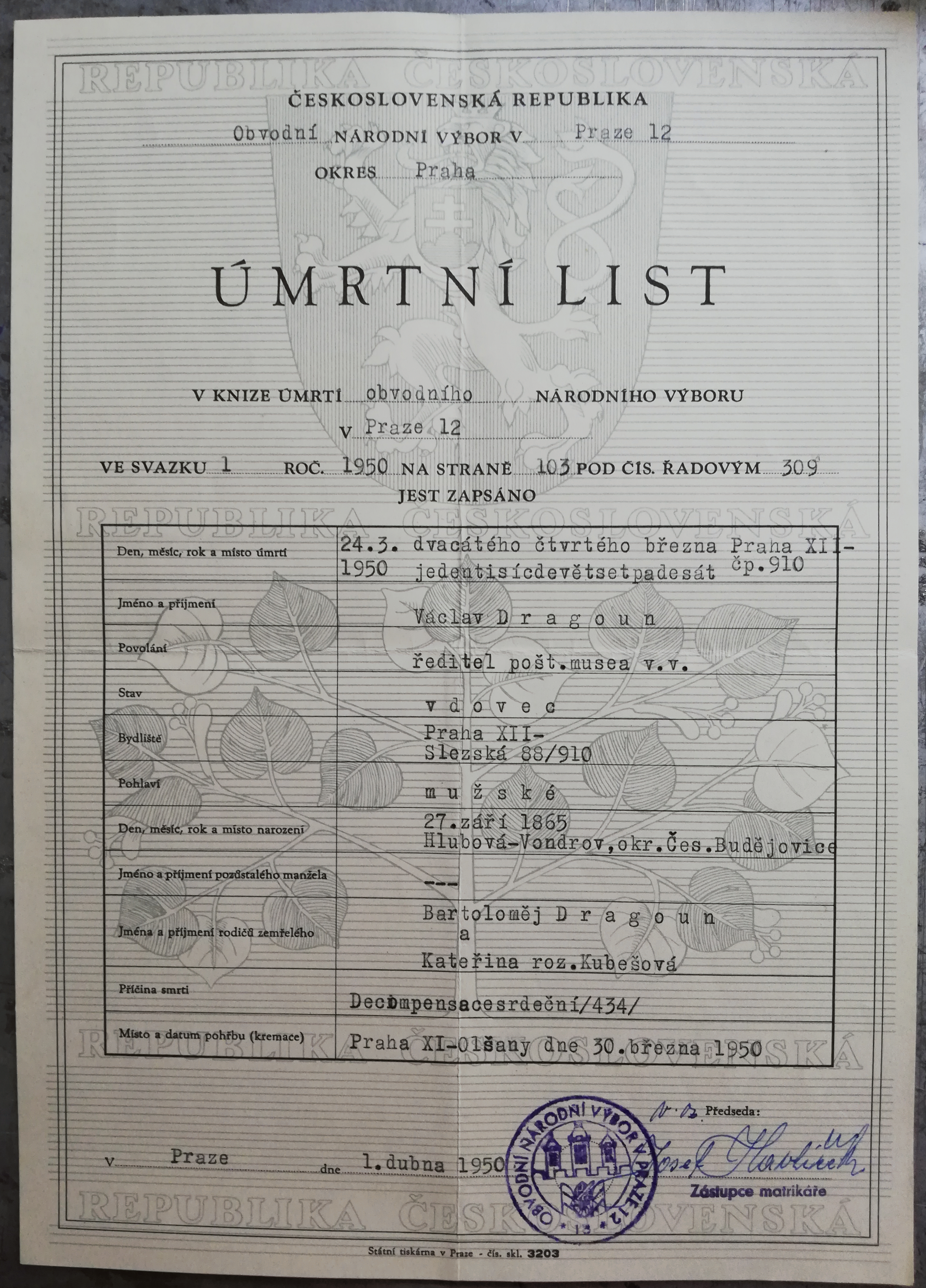
Úmrtní list (Praha 12, 1950)

## Dílo

### Poštovní muzeum

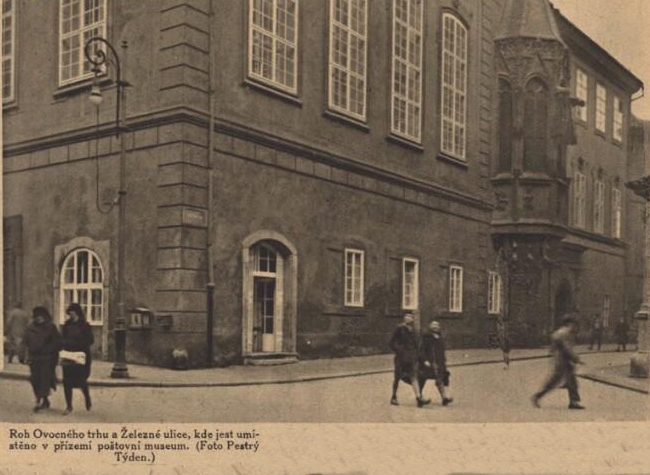
Poštovní muzeum v Karolinu 1928, dobový pohled zvenku

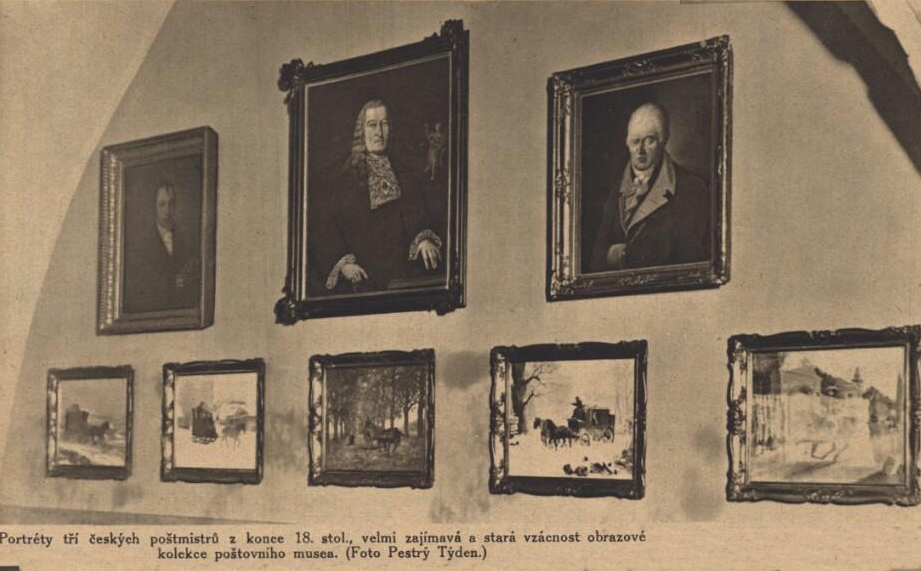
Poštovní muzeum v Karolinu 1928, expozice obrazů

Výnosem Ministerstva pošt a telegrafů ze dne 18. prosince 1918 byl vrchní poštovní oficiál Václav Dragoun pověřen „přípravnými pracemi k zařízení samostatného poštovního muzea". Ředitelem poštovního muzea byl oficiálně jmenován počátkem roku 1921.
Trvalé zásluhy Václava Dragouna spočívají především v tom, že po rozpadu Rakousko-Uherska zahájil budování nového Poštovního muzea v Praze. Do té doby neexistující muzeum nemělo vlastní sbírky ani prostory. V roce 1925 vyhlásilo Ministerstvo pošt a telekomunikací první odvodovou akci s cílem soustředit a zachránit starožitné předměty, které byly umístěny na jednotlivých poštovních pracovištích. Tato akce byla velmi úspěšná. Současně jednalo Československo s Rakouskem, aby mu ve smyslu poválečných dohod byly předány části archiválií a sbírkových předmětů z oblasti pošty. Archiválie předány byly, trojrozměrné předměty ze sbírek vídeňského poštovního muzea nikoliv. Sbírky pražského poštovního muzea obohacovaly i dary a nákupy.
Šedesátiletý Václav Dragoun byl v roce 1925 vystřídán ve funkci ředitele poštovního muzea Jiřím Karáskem ze Lvovic. Otevření první stálé expozice poštovního muzea v roce 1928 v Karolinu se tak Václav Dragoun dožil až ve výslužbě.

Výročí 60 let Václava Dragouna v dobovém tisku
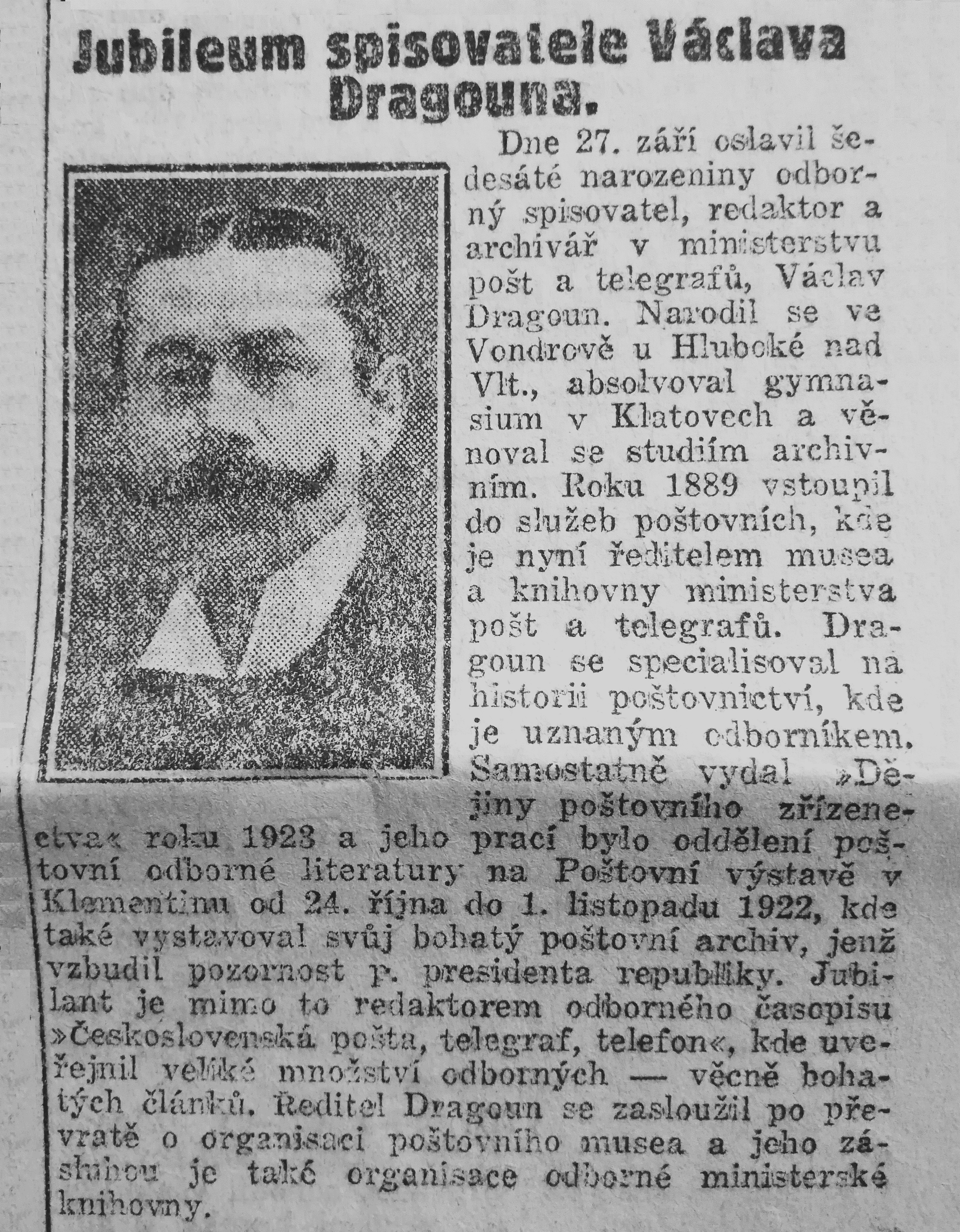
Novinový tisk: Večerní České Slovo[12][1] (1925)
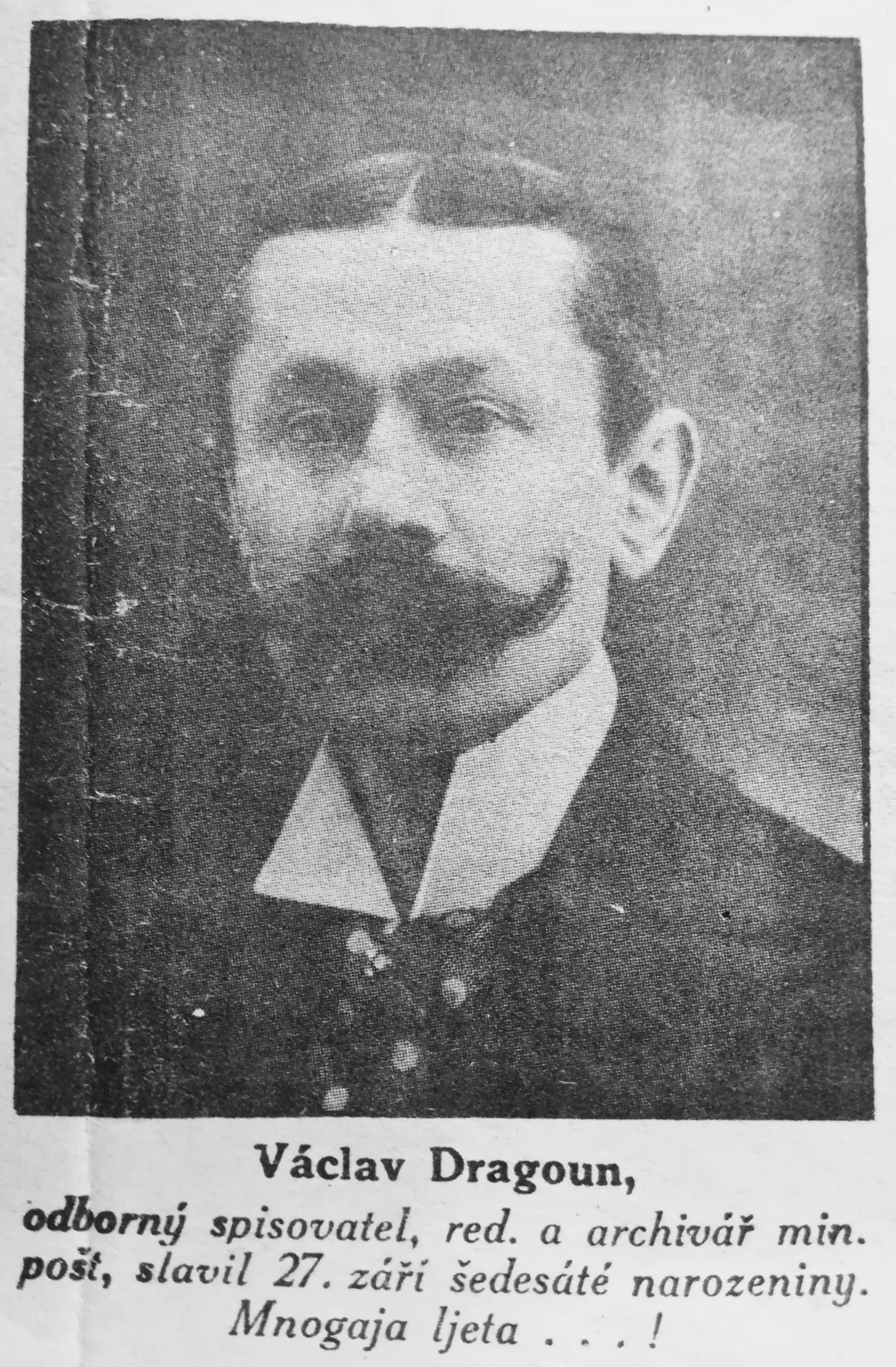
Novinová portrétní fotografie: Nová Praha[13][1] (1925)

### Knižně vydané spisy
- Dragoun, Václav. Počátkové poštovnictví na Moravě až do konce války třicetileté. Praha: Královská česká společnost nauk, 1909. 19 stran. Věstník Královské České Společnosti Náuk. Třída filosoficko-historicko-jazykozpytná; IV.

- Dragoun, Václav. Dějiny ústředí čsl. poštov. a telegraf. zřízenců: 1873-1923 s podtitulem Dějiny poštovního zřízenctva (historický úvod) Praha: Ústř. československých poštovních a telegrafních zřízenců, 1923. 110 stran.

Titulní a úvodní stránky knižně vydaných spisů
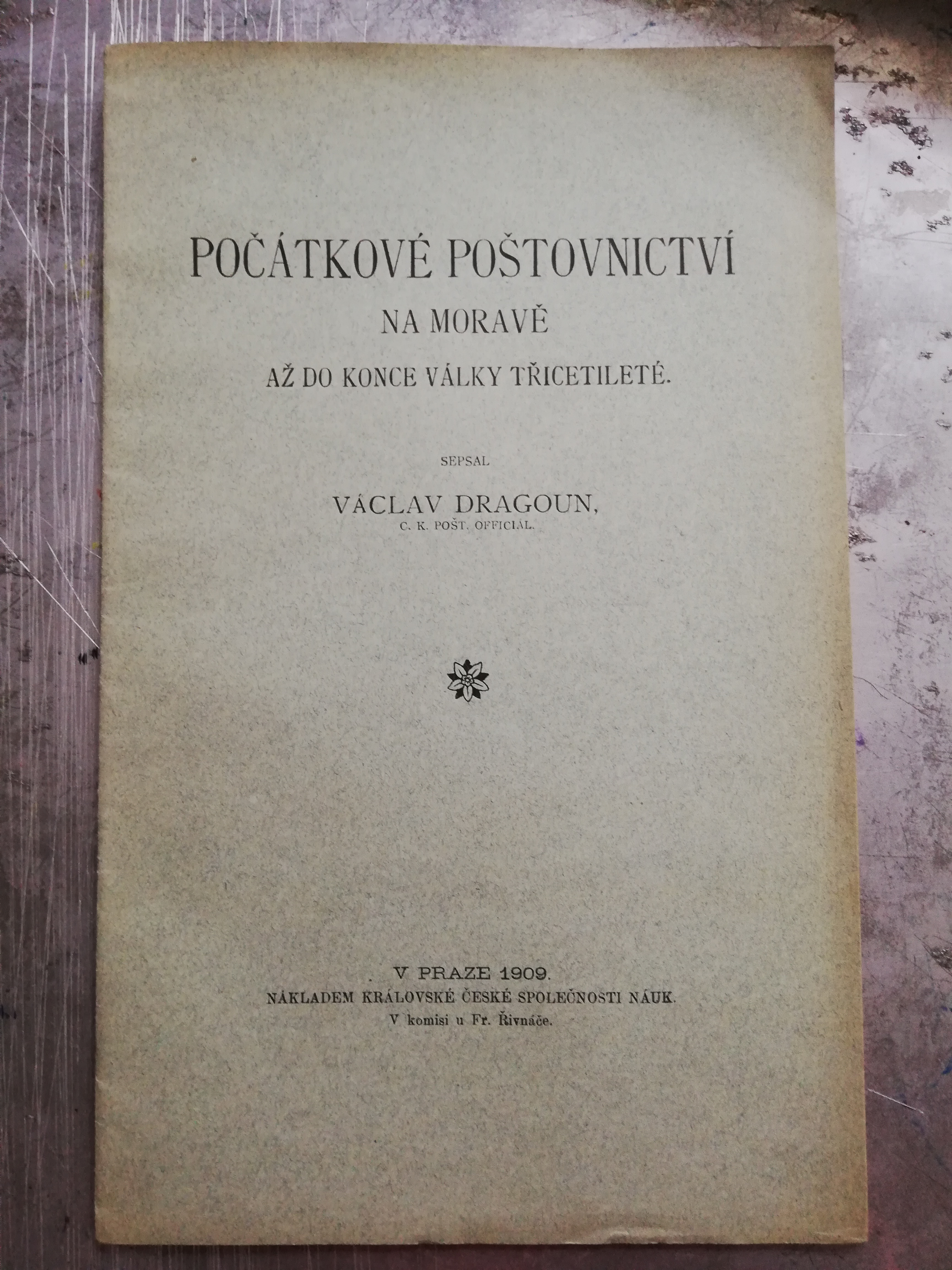
„Počátkové poštovnictví na Moravě až do konce války třicetileté.“ (1909)
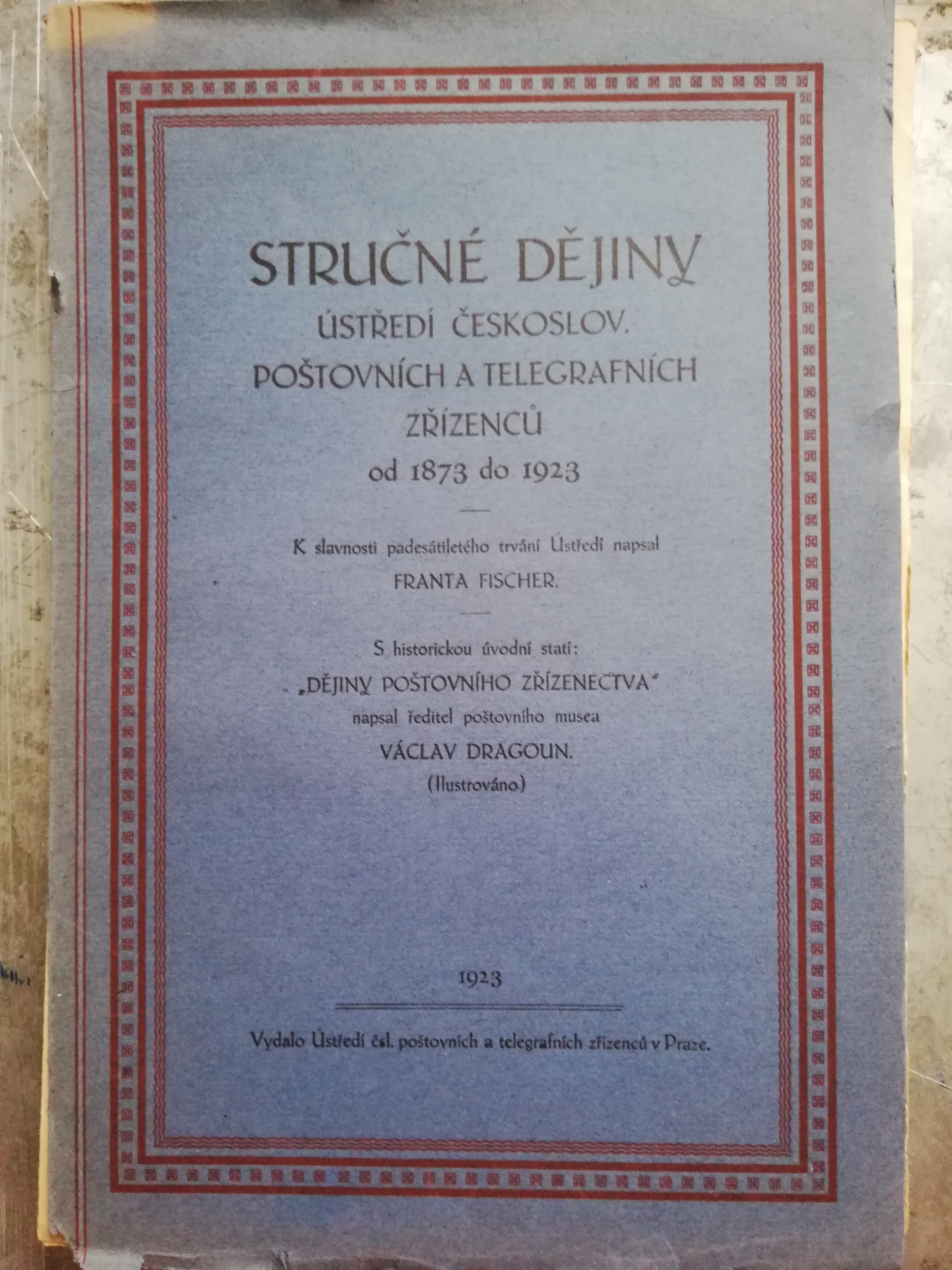
„Dějiny ústředí československých poštovních a telegrafních zřízenců: 1873-1923“ (1923)
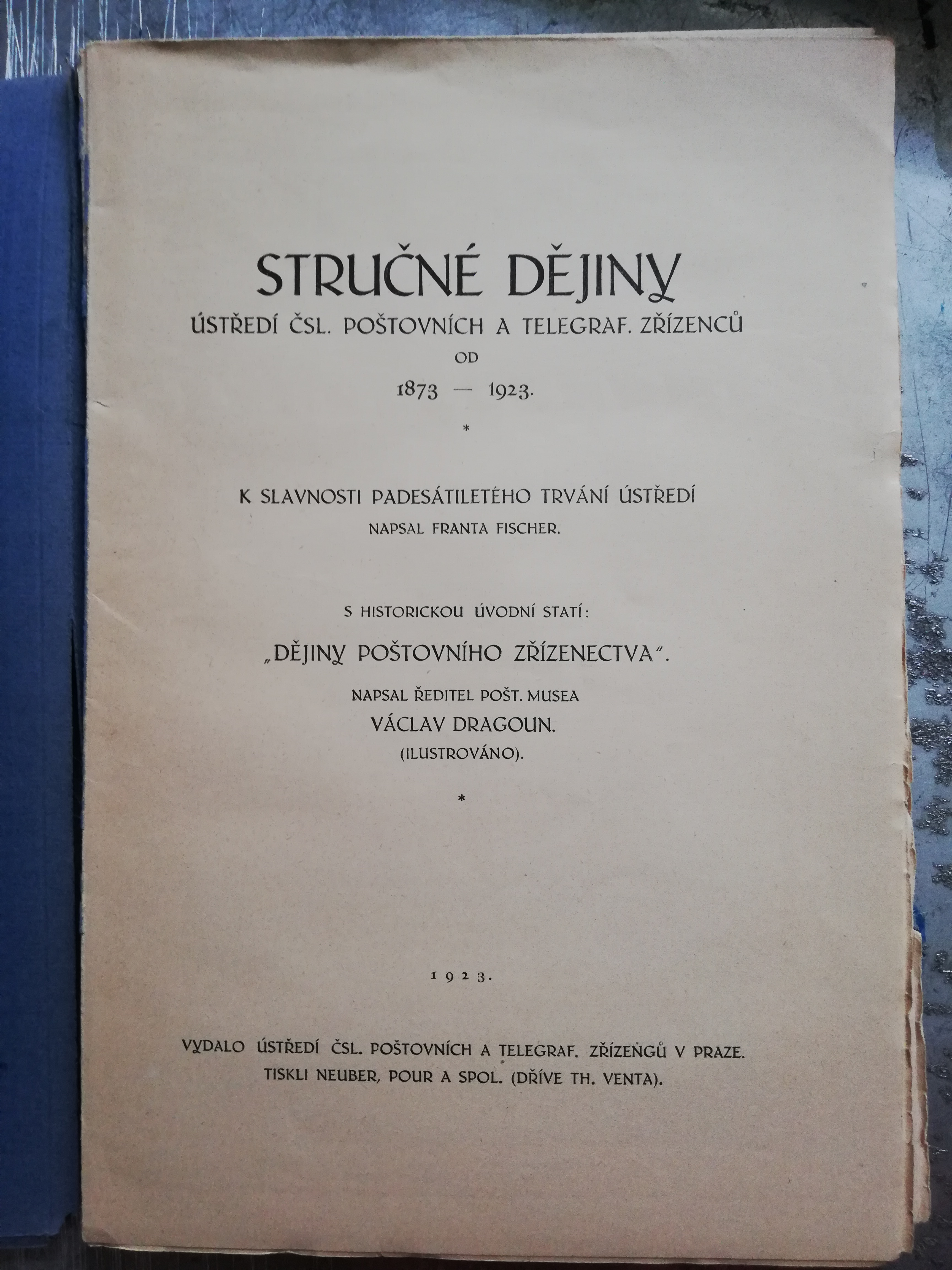
„Dějiny ústředí československých poštovních a telegrafních zřízenců: 1873-1923“ (1923)

### Ostatní
- Přispíval články do časopisu Československá pošta, telegraf a telefon[5][14]
- O výsledcích svého bádání též přednášel.[15]

## Ocenění
- K 85. výročí založení Poštovního muzea vydala v roce 2003 Česká pošta dopisnici s portrétem Václava Dragouna.[16]
- Ke 100. výročí založení Poštovního muzea vydala (8. srpna 2018) Česká pošta poštovní známku s portrétem Václava Draguouna.[17]

## Zajímavosti
- V roce 1923 se v Praze konala velká slavnost poštovních zřízenců. Její účastníci navštívili slavnostní představení Prodané nevěsty v Národním divadle. Ve vestibulu je přivítal špalír postilionů v historických krojích, které navrhl Václav Dragoun.[18]

Z kruhů poštovních. „Academia Iberoamericana de historia postal“ (Iberoamerická akademie poštovních dějin) v Madridu jmenovala Václava Dragouna, ředitele poštovního muzea a knihovny ministerstva pošt a telegrafů ve výslužbě v Praze, jednomyslně svým dopisujícím členem v uznání zásluh o dějiny poštovnictví.
Redakce, Václav Dragoun – dopisující člen, Český deník Národní politika ze dne 3. června 1930, strana 3
- Pro historii pošty na území Československa neexistovala před rokem 1920 žádná dokumentace.[19] Přesto byla objevena sbírka pramenů k dějinám pošty (zachycená v opisech) a vedená dokonce v několika řadách.[19] Jednalo se o 360 svazků přesných rukopisných poznámek psaných poštovním ředitelem Václavem Dragounem, jako podklad pro rozsáhlou historickou práci.[19][1] Tu však již Václav Dragoun nestačil napsat (zemřel v roce 1950).[19]

## Marie Dragounová (rozená Lamblová)

Marie Dragounová (rozená Lamblová) – manželka Václava Dragouna – dokumenty a památka
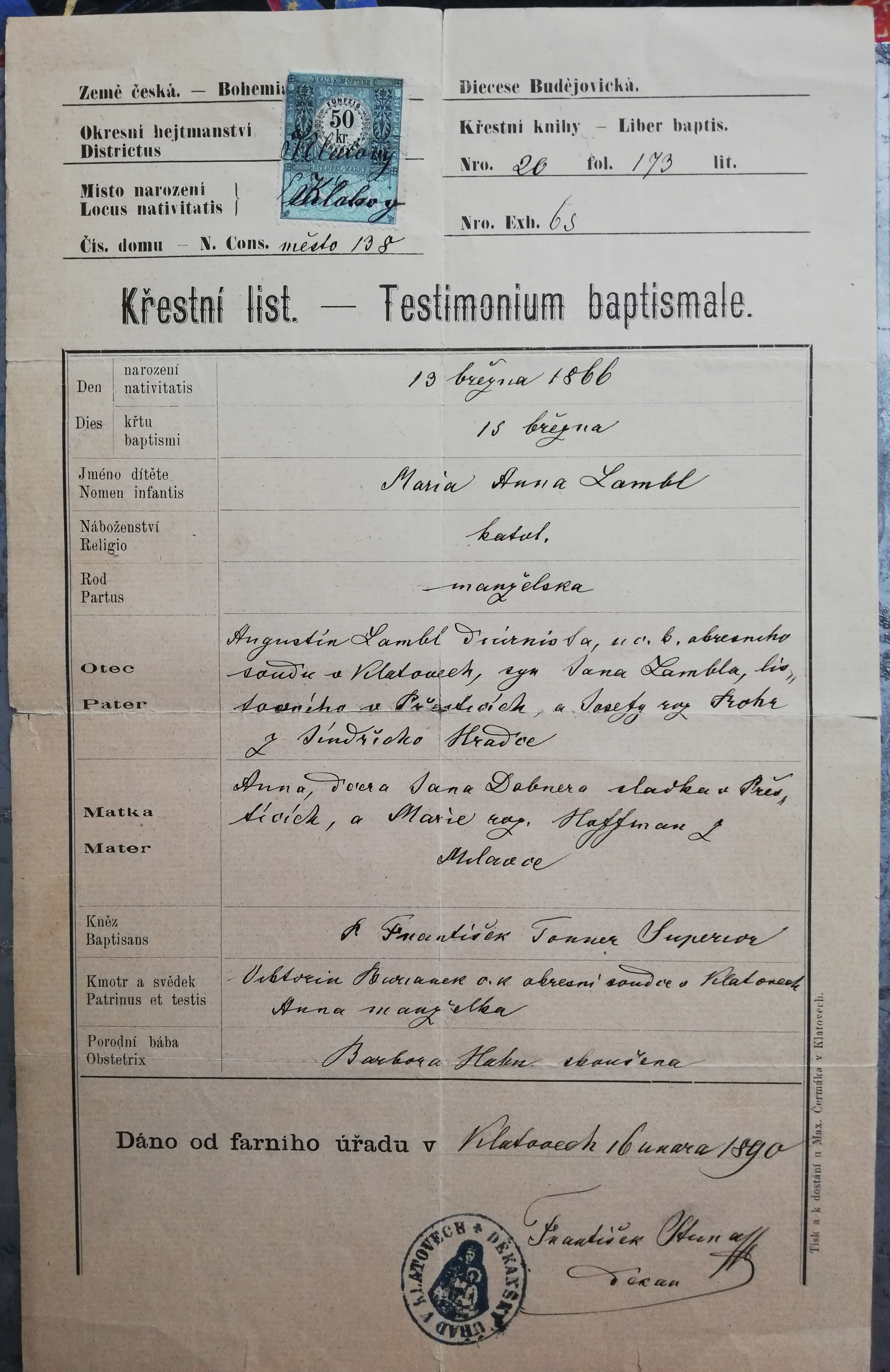
Křestní list (Klatovy, 13. března 1866)
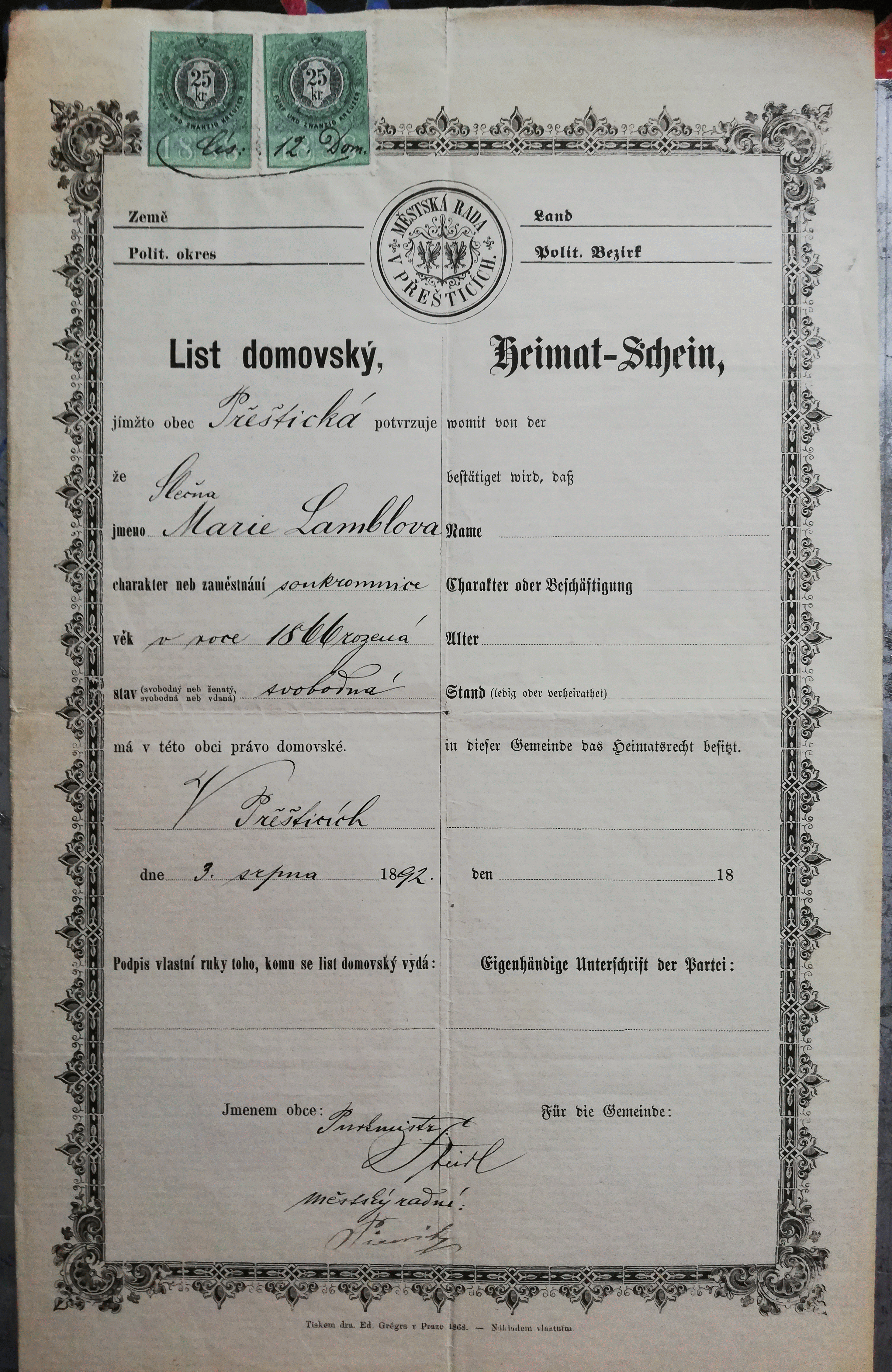
Domovský list (Přeštice, 3. srpna 1892)
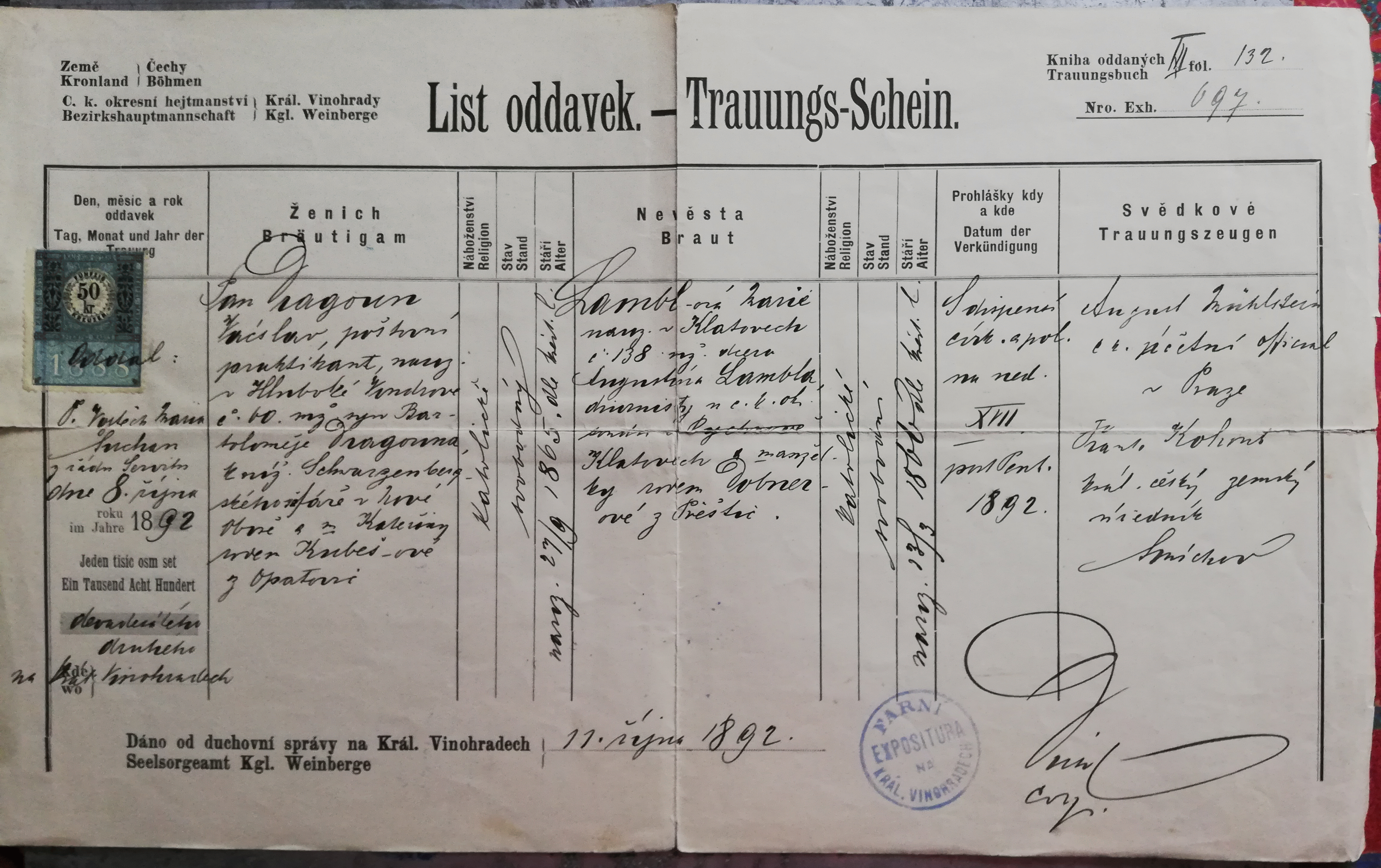
Oddací list (Praha, 8. října 1892)
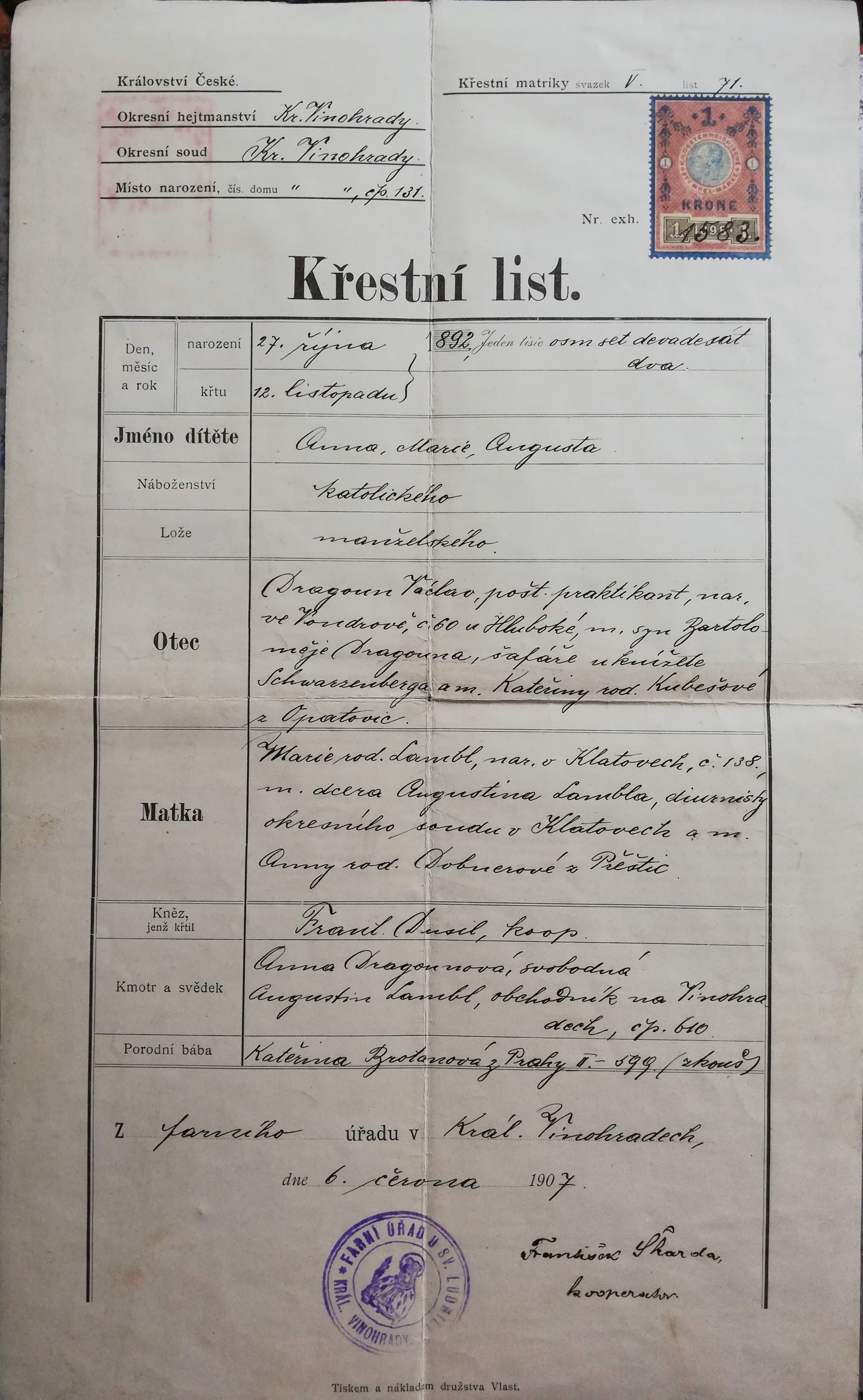
Křestní list dcery Anny (Praha, 27. října 1892)
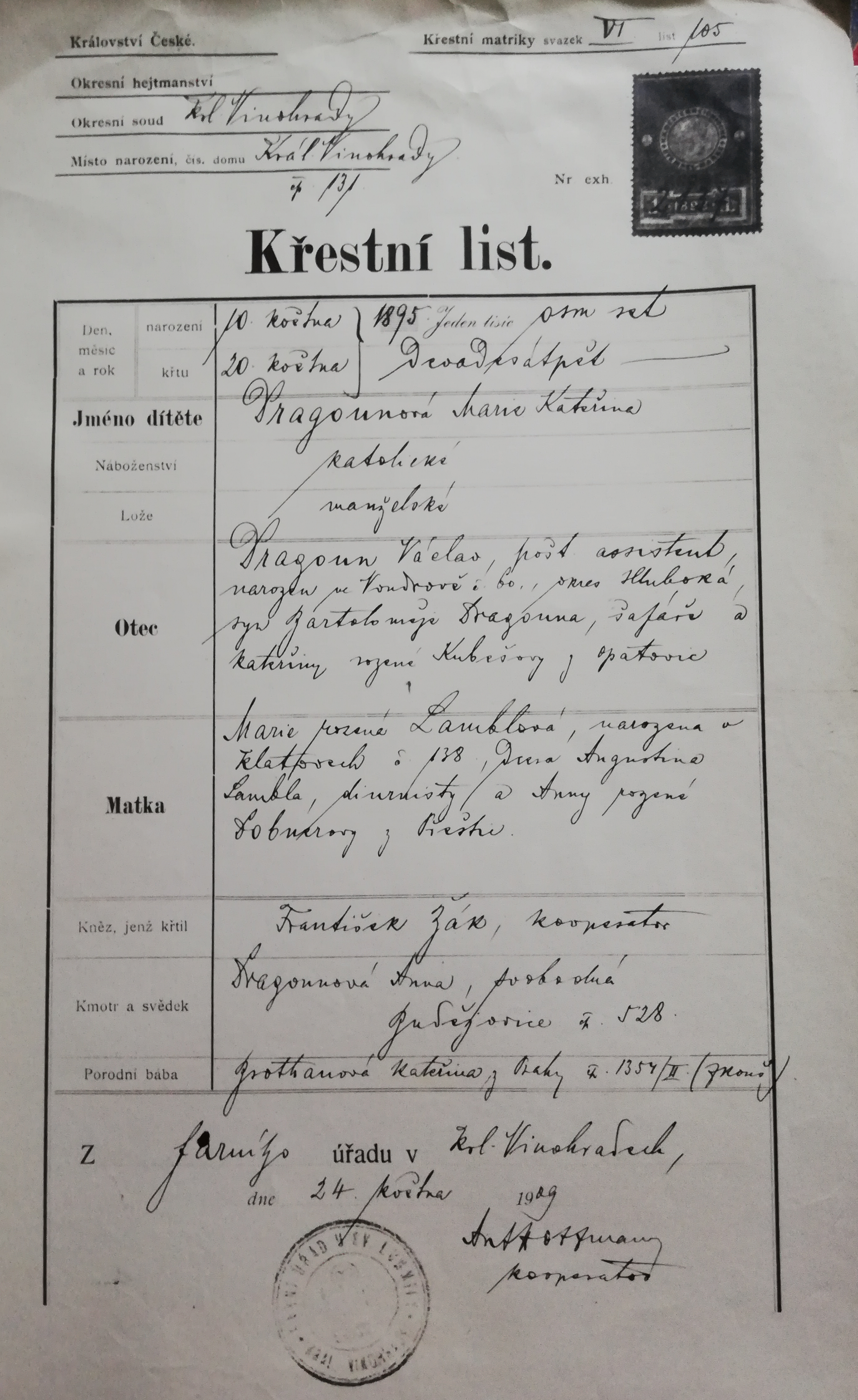
Křestní list dcery Marie (Praha, 10. května 1895)
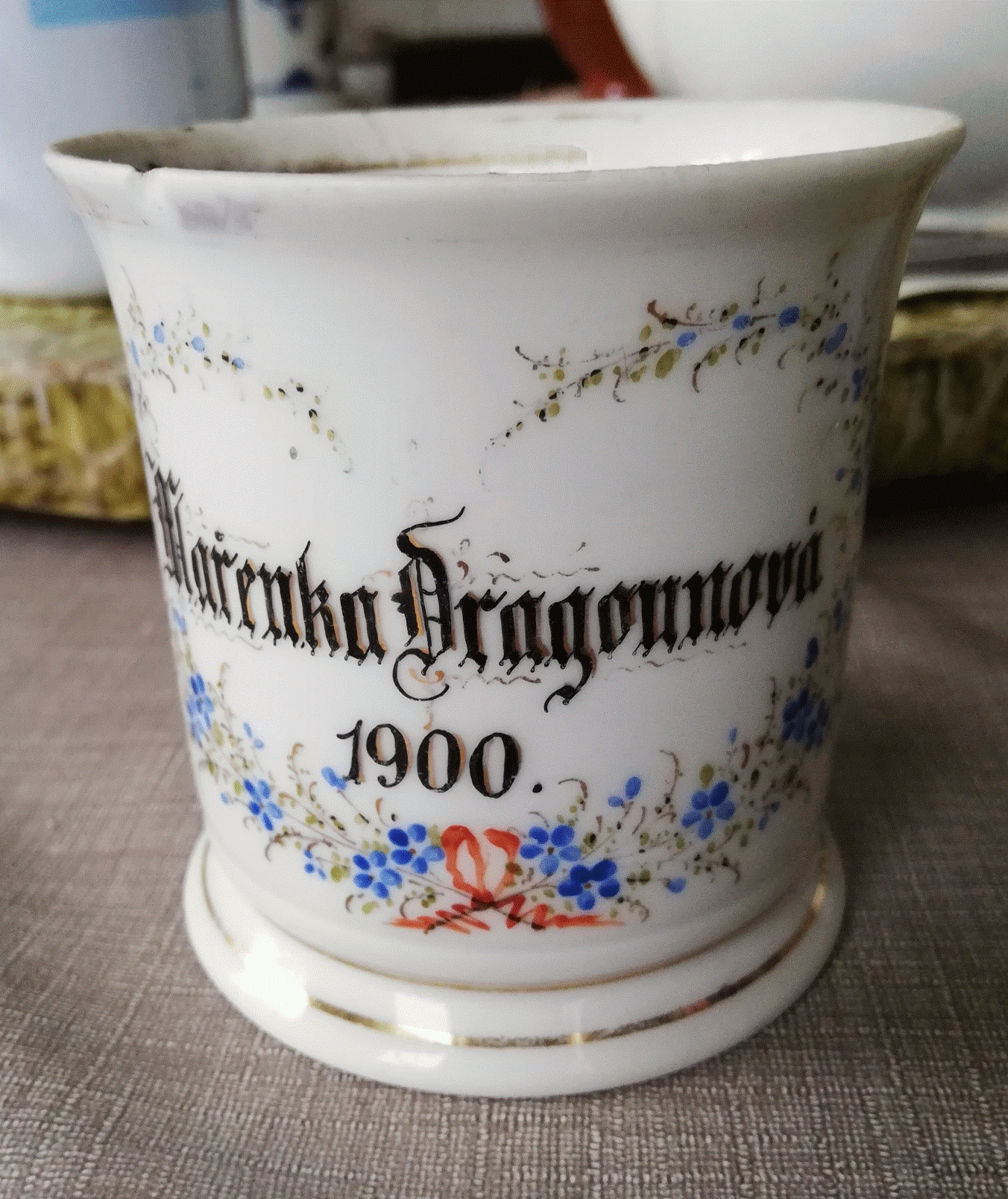
Ozdobný hrnek s letopočtem 1900
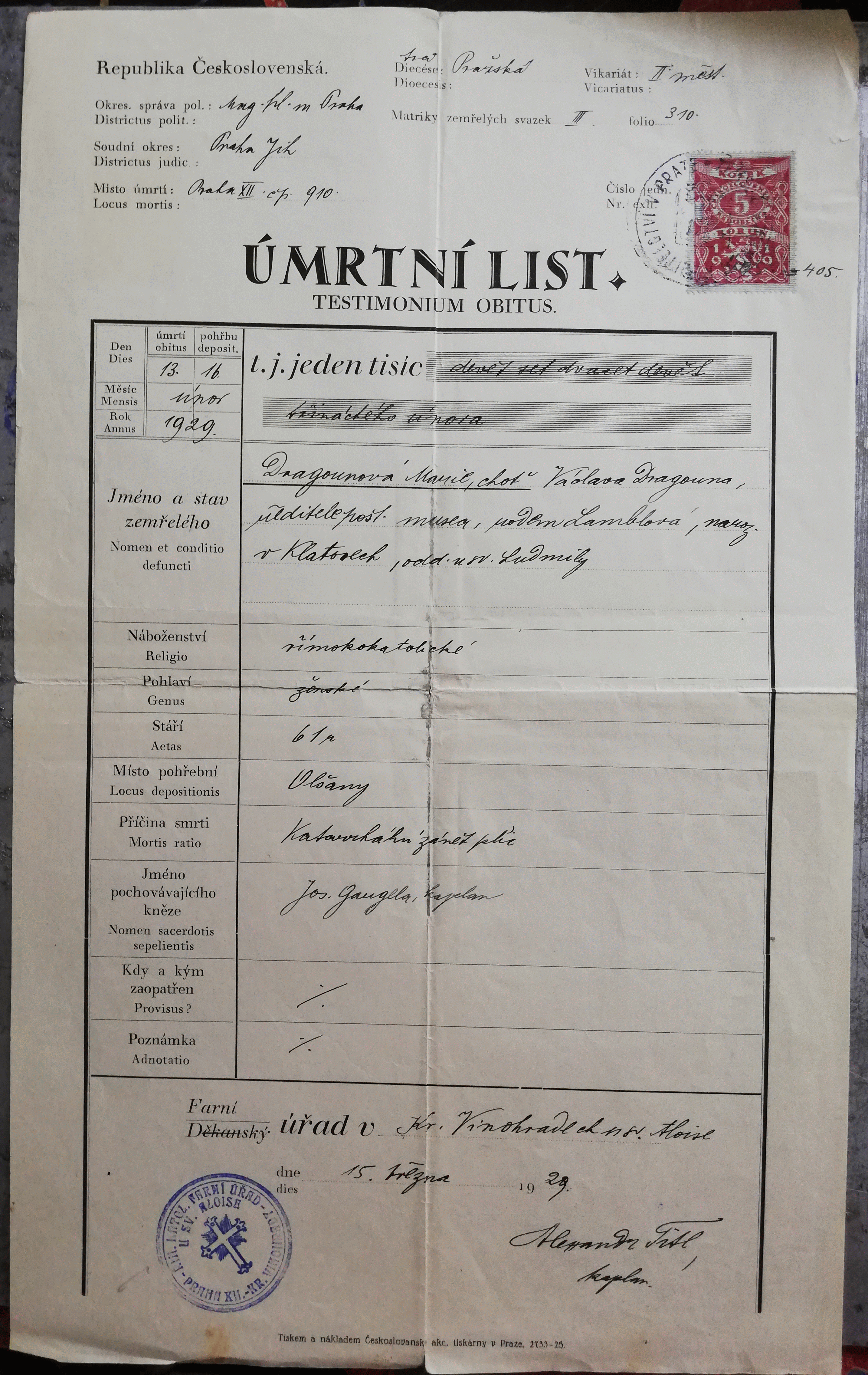
Úmrtní list (Praha, 13. února 1929)

## Olšanské hřbitovy v Praze

Hrob rodiny Brotanovy a Dragounovy
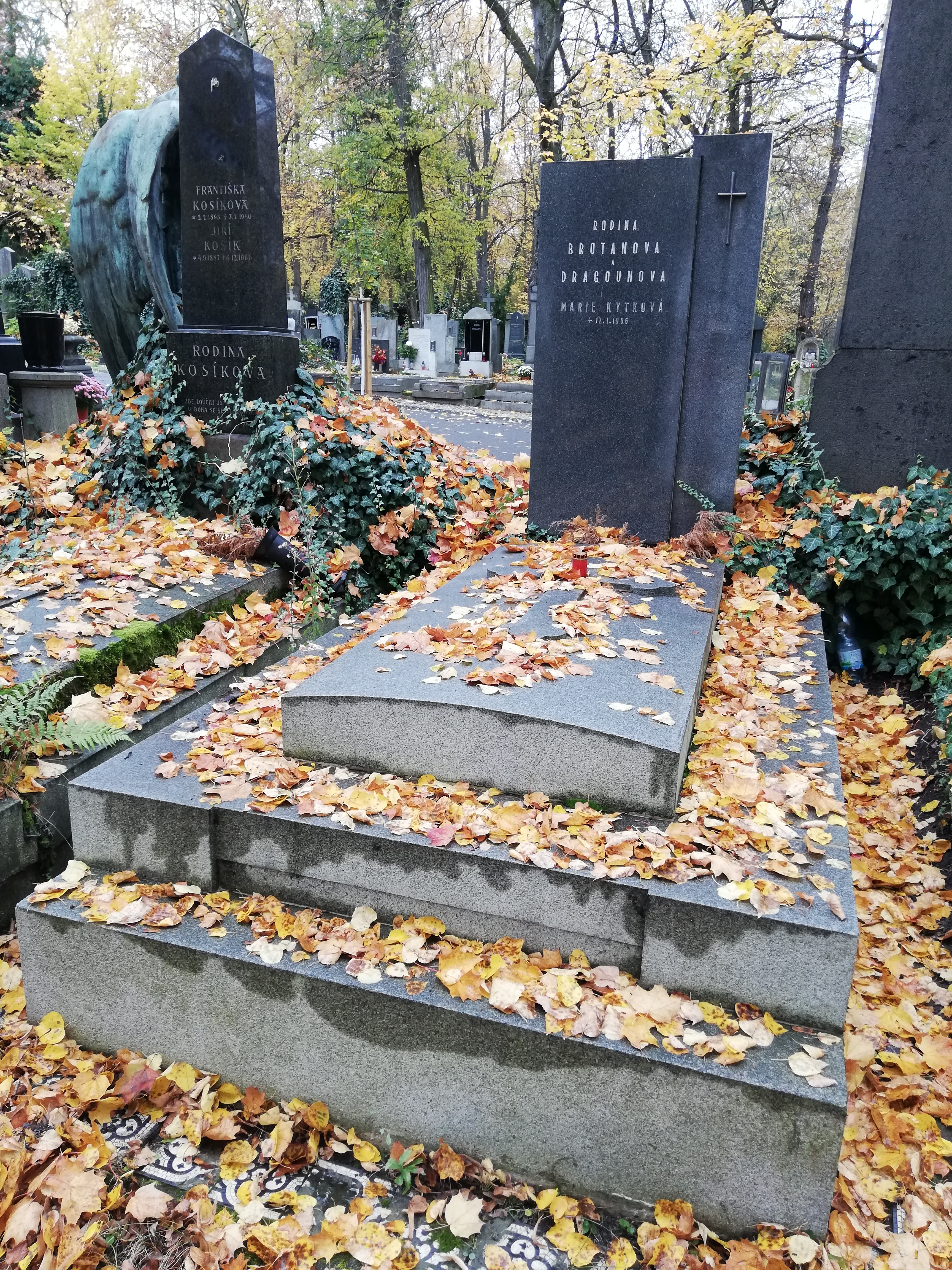
Celkový pohled (část: 9; oddělení: 6; číslo hrobu: 84–85)
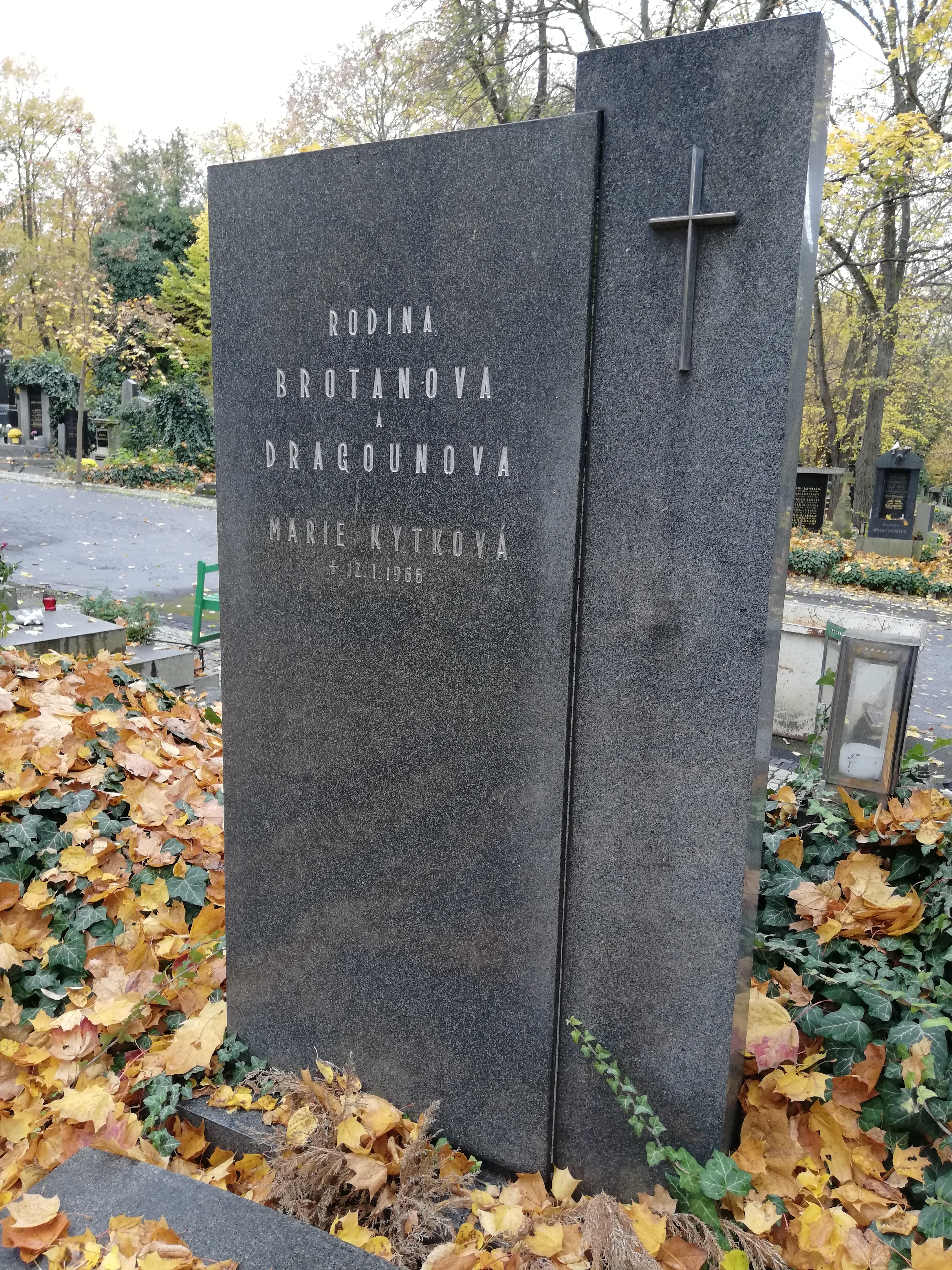
Detail náhrobku